# Антилевський Дмитро Сергійович
Дмитро Сергійович Антилевський (біл. Дзмітрый Сяргеевіч Анцілеўскі; нар. 12 червня 1997, Мінськ, Білорусь) — білоруський футболіст, нападник клубу Хапоель (Хайфа) та національної збірної Білорусі.
Молодший брат, Олексій, також професіональний футболіст.

## Клубна кар'єра
Вихованець дитячої школи мінського МТЗ-РІПО, згодом потрапив до структури борисовського БАТЕ. У 2014 році почав виступати за дубль, також у 2014 та 2015 роках виступав за борисівський клуб у Юнацькій лізі УЄФА.
З 2015 року почав викликатися до першої команди. 29 листопада 2015 року дебютував за БАТЕ у матчі Кубку Білорусі проти мікашівицького «Граніту» (3:1), вийшовши на заміну в середині другого тайму. У грудні 2015 року підписав з БАТЕ новий контракт.
Початок сезону 2016 року пропустив через травму, згодом почав виступати за дубль, зрідка грав у першій команді. З липня по вересень 2016 року не грав через чергову травму. Одужавши, 14 жовтня 2016 року дебютував у Вищій лізі, вийшовши на заміну в кінці матчу проти мікашівського «Граніту» (1:0). Згодом зіграв ще в декількох матчах за першу команду, виходячи на заміну.
У березні 2017 року відправився в оренду до могилівського «Дніпра». Розпочав регулярно виходити на поле у складі могильовців, переважно на заміну. У липні 2017 року договір оренди, розрахований до кінця першої половини чемпіонату, продовжили до кінця сезону.
У січні 2018 року залишив БАТЕ після закінчення контракту й почав тренуватися з «Мінськом». У березні офіційно став гравцем столичного клубу. Став одним з лідерів команди, відзначився 4 голами та віддав 5 передач у 16-ти матчах Вищої ліги.
У серпні 2018 року перейшов у мінське «Динамо», де почав частіше залишатися на лавці запасних. На початку 2019 року почав частіше виходити на поле, в тому числі й в основному складі, але з червня грав виключно за дубль, а в липні вибув через травму. У жовтні 2019 року за домовленістю сторін залишили «Динамо».
З лютого 2020 року перебував на перегляді у жодинському «Торпедо-БелАЗі» та підписав контракт у березні. Закріпився в основі, а з літа почав стабільно потрапляти у стартовий склад, відзначився 7 голами у чемпіонаті Білорусі, що допомогло команді завоювати бронзові медалі. У січні 2021 року продовжив угоду з жодинським клубом.

## Кар'єра в збірній
У 2013—2015 роках виступав за юнацьку та юніорську збірні Білорусі в кваліфікації чемпіонату Європи.
26 березня 2017 року дебютував у молодіжній збірній Білорусі, відігравши другу половину товариського матчу проти Латвії (3:4).
У листопаді 2020 року вперше викликаний до складу збірної Білорусі. Дебютував у збірній 15 листопада 2020 року в матчі Ліги націй проти Литви (2:0), вийшовши на заміну в кінцівці матчу.

## Досягнення
- Білоруська футбольна вища ліга
  -  Чемпіон (1): 2016
  -  Бронзовий призер (2): 2018, 2020

- Суперкубок Білорусі
  -  Володар (1): 2017

- Ліга Еровнулі
  -  Чемпіон (1): 2022

- У списку 22-ох найкращих футболістів чемпіонату Білорусі: 2020

## Статистика виступів

### Клубна
| Сезон    | Дивізіон | Клуб            | Країни   | Матчі | Голи |
| -------- | -------- | --------------- | -------- | ----- | ---- |
| 2014     | дубль    | БАТЕ            | Білорусь | 23    | 3    |
| 2015     | дубль    | БАТЕ            | Білорусь | 22    | 10   |
| 2016     | Д1       | БАТЕ            | Білорусь | 4     | 0    |
| 2017     | Д1       | «Дніпро»        | Білорусь | 19    | 0    |
| 2018 (1) | Д1       | «Мінськ»        | Білорусь | 16    | 4    |
| 2018 (2) | Д1       | «Динамо»        | Білорусь | 2     | 0    |
| 2019 (1) | Д1       | «Динамо»        | Білорусь | 5     | 0    |
| 2020     | Д1       | «Торпедо-БелАЗ» | Білорусь | 25    | 7    |

### У збірній
| Дата       | Місто  | Господарі | Результат | Гості    | Турнір                                | Голи | Примітки  |
| ---------- | ------ | --------- | --------- | -------- | ------------------------------------- | ---- | --------- |
| 15-11-2020 | Мінськ | Білорусь  | 2 – 0     | Литва    | Ліга націй УЄФА 2020-2021 - 1-ий етап | -    | 82'       |
| 18-11-2020 | Тирана | Албанія   | 3 – 2     | Білорусь | Ліга націй УЄФА 2020-2021 - 1-ий етап | -    | 77' 90+5' |
| 24-3-2021  | Мінськ | Білорусь  | 1 – 1     | Гондурас | товариський матч                      | -    | 62'       |
| Усього     |        | Матчів    | 3         |          | Голів                                 | 0    |           |